# Карољ Палотаи
Карољ Палотаи (мађ. Károly Palotai; Бекешчаба, 11. септембар 1935 — Ђер 3. фебруар 2018) је био фудбалер мађарског савеза и фудбалски судија. Био је освајач олимпијског злата као играч пре него што се окренуо суђењу. Био је судија на три турнира Светског купа и судио у два финала Европског купа.

## Играчка каријера
Био је успешан играч са ЕТО ФК Ђер, а такође је освојио златну медаљу на фудбалском турниру Олимпијских игара 1964. у Токију, када је Мађарска у финалу победила Чехословачку са 2 : 1.

## Фудбалски судија
Карољ Палотаи је био фудбалски судија у НБ I у периоду од 1969. па до 1983. године, а интернационални судија ФИФА−е у периоду од 1970. па до 1984. године. Судио је на светским првенствима ФИФА 1974, 1978. и 1982. године, као и на Европском првенству 1980. и Олимпијским играма 1972. у Минхену и Олимпијским играма у Монтреалу 1976. године. Поред тога, судио је финале Купа европских шампиона 1976. између Бајерна из Минхена и АС Сент Етјена и 1981. између Реал Мадрида и ФК Ливерпула, финале Европског Купа победника купова 1979. између Барселоне и Фортуне Диселдорф и прву утакмицу финала Купа УЕФА 1974/75. између Борусије Менхенгладбах и Твенте Еншедеа.